# Natur- und Geopark Vulkaneifel

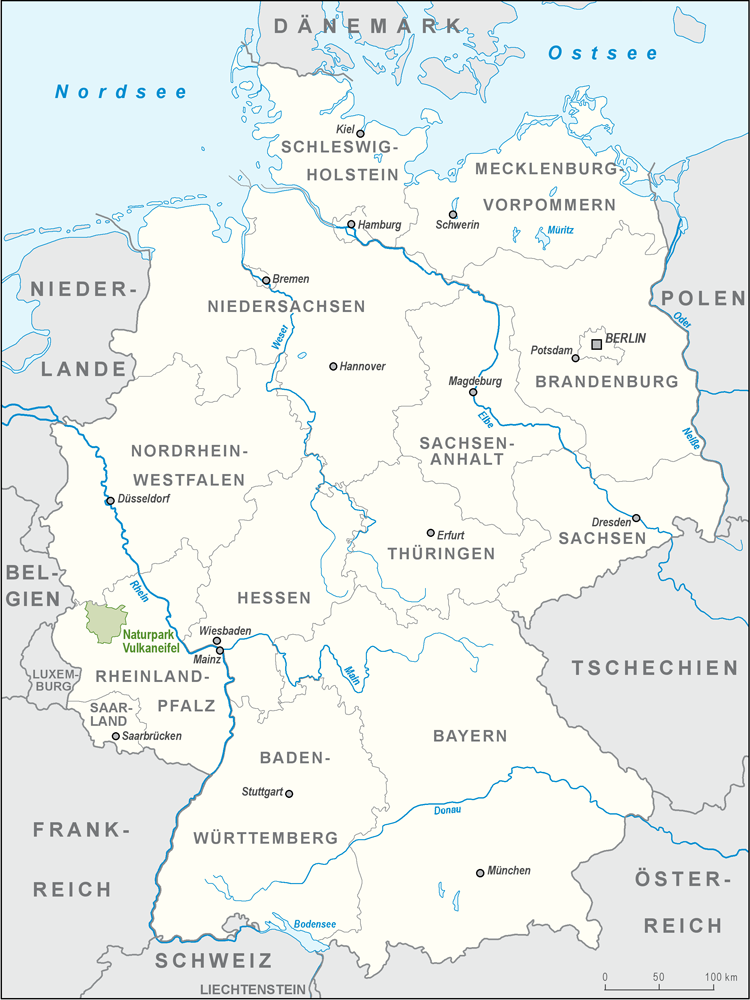
Lage des Naturparks Vulkaneifel in Deutschland

Der Natur- und Geopark Vulkaneifel ist zugleich ein Naturpark und ein Geopark in der Vulkaneifel in Deutschland. Als Geopark zählt er zu den Nationalen Geoparks Deutschlands und zu den UNESCO Global Geoparks. Träger des Parks ist die Natur- und Geopark Vulkaneifel GmbH.

## Lage
Der Natur- und Geopark umfasst das Vulkangebiet der Westeifel rund um Daun und hat eine Fläche von 1.068,24 km². Er erstreckt sich über Teile der Landkreise Bernkastel-Wittlich, Cochem-Zell und Vulkaneifel in Rheinland-Pfalz und reicht ungefähr von Gerolstein im Westen bis Ulmen im Osten und von Hillesheim im Norden bis Wittlich im Süden.

## Geschichte

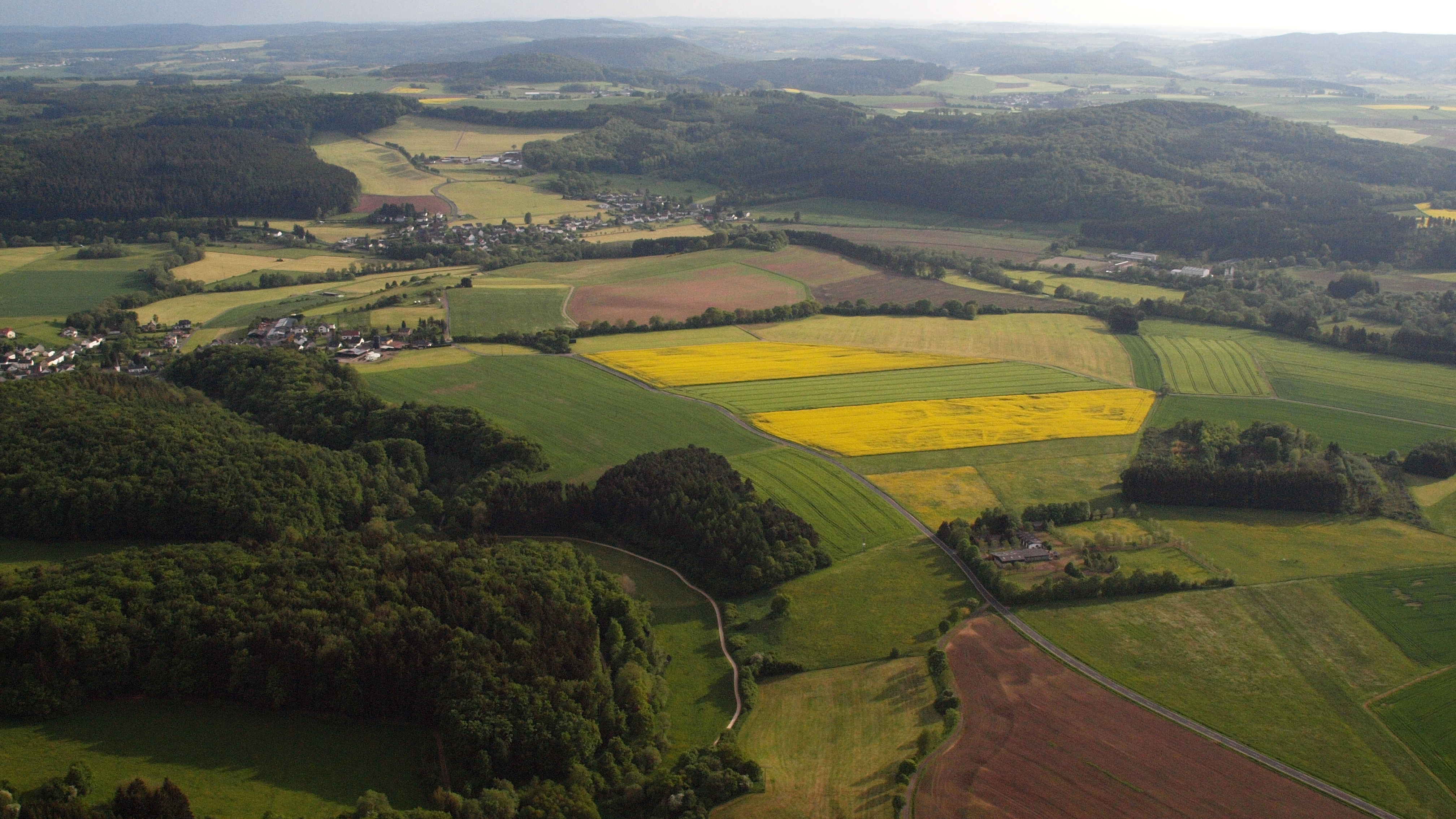
Blick von Hillesheim Richtung Südwesten, Luftaufnahme (2015)

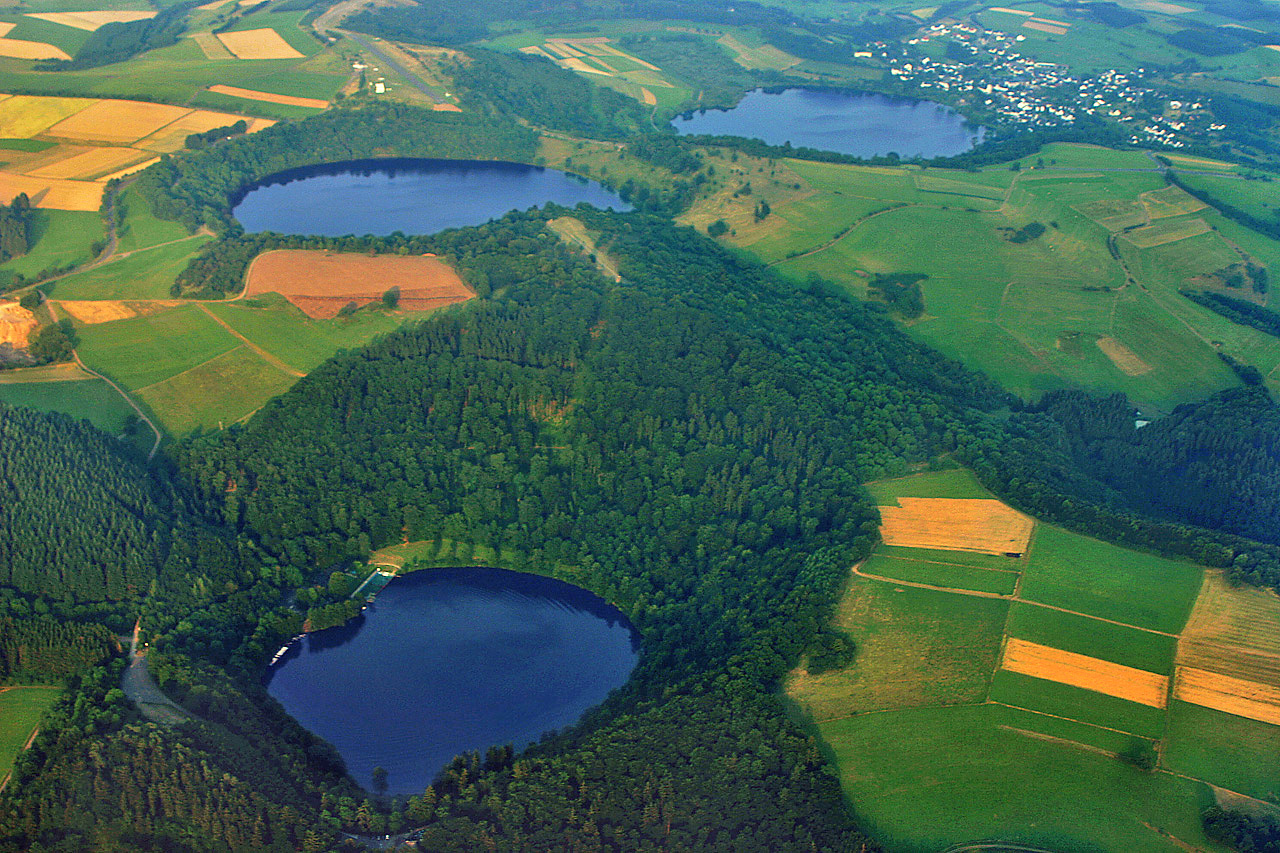
Die drei Dauner Maare, Luftaufnahme (2005)

Der Geopark Vulkaneifel ist einer der ältesten Geoparks weltweit; er entstand Ende der 1990er Jahre und gehörte im Juni 2000 zu den vier Gründer-Geoparks des European Geoparks Network; 2004 wurde er in das neu errichtete Global Network of National Geoparks (GNNG) aufgenommen. 2005 wurde aus dem Geopark Vulkaneifel, dem Vulkanpark im Landkreis Mayen-Koblenz und dem Vulkanpark Brohltal/Laacher See der Nationale Geopark Vulkanland Eifel gebildet. Am 31. Mai 2010 wurde der Geopark Vulkaneifel auch als Naturpark errichtet. 2015 wurde dem Geopark Vulkaneifel der Titel UNESCO Global Geopark verliehen, und er wurde in das neu errichtete Global Geoparks Network (GGN) aufgenommen. Da somit nur der westliche Teil des nationalen Geoparks als UNESCO Global Geopark anerkannt war und in den Teilräumen verschiedene Förderinstrumentarien zum Einsatz kamen, strebten die Betreiber des Geoparks Vulkaneifel einen Status als eigenständiger nationaler Geopark an. Daraufhin wurde der Geopark Vulkanland Eifel 2016 in die unabhängigen nationalen Geoparks Vulkaneifel im Westen und Laacher See im Osten aufgeteilt. Die geologischen Besonderheiten des Geoparks sind seit Mai 2020 flächendeckend in der Smartphone-Anwendung OutcropWizard abgebildet.

## Beschreibung
Der Natur- und Geopark Vulkaneifel enthält Großteile der Vulkaneifel und Teile der Vulkanischen Westeifel mit bis noch vor etwa 10.000 Jahren aktiven Vulkanen, zahlreichen Maaren und Lavaströmen sowie Mineral- und Kohlensäurequellen. Rote Sandsteine und Meeresablagerungen datieren auf ein Alter von bis zu 400 Millionen Jahren. Zudem sind neben abwechslungsreicher Kulturlandschaft artenreiche Flora und Fauna mit ausgedehnten Wäldern in berg- und talreicher Landschaft mit vielen Fließgewässern vorhanden.
Der höchste Berg des Naturparks Vulkaneifel, der im Nordwesten und Norden an den Naturpark Hohes Venn-Eifel grenzt, ist der Ernstberg, der mit 699,8 m ü. NHN nach der Hohen Acht (746,9 m) die zweithöchste Erhebung der Eifel ist.